# Kitty (film 1956)
Kitty (Kitty und die große Welt in italiano Kitty e il grande mondo) è un film del 1956 diretto da Alfred Weidenmann. La sceneggiatura è stata scritta da Herbert Reinecker. È basato sull'opera teatrale "Kitty e la Conferenza Mondiale" di Stefan Donat e su un manoscritto di Emil Burri e Johannes Mario Simmel. Con Romy Schneider, Karlheinz Böhm e O. E. Hasse.
Nella Repubblica Federale Tedesca, il film uscì per la prima volta il 13 settembre 1956. Nel 1966, una trasmissione televisiva ebbe luogo sulla ZDF prima che il film fosse presto dimenticato. Solo nel 2018 è tornato sugli schermi su Arte.

## Trama
A Ginevra è in preparazione una conferenza internazionale alla quale parteciperanno numerosi ministri degli Esteri. Al centro estetico del Sig. Jeannot, la clientela accorre per prepararsi all'evento e Kitty, la ragazza addetta alla manicure, è in fermento per tutte le notizie che apprende sull'evento. Improvvisamente viene avvicinata da un nobile gentiluomo che le chiede indicazioni per il ristorante "Paradiso". Poiché lo straniero sembra sapere troppo poco di Ginevra, Kitty lo accompagna di persona. Per ricambiare, il gentiluomo invita la ragazza a cena. educatamente, dopodiché accetta volentieri il suo invito a cena. Concluso il pasto, Kitty vorrebbe dell'altro tuttavia il ristorante le sembra troppo caro così conduce il Signore in un piccolo Bistrot sconosciuto. I due vengono fotografati da un giornalista, che li incontra per caso dopo averli già notati al ristorante "Paradiso". Kitty apprende la vera identità del gentiluomo con cui ha cenato: il ministro degli Esteri britannico, Sir William Ashlin.
La mattina dopo, su tutti i principali giornali appare una foto che mostra il politico insieme a Kitty. Crawford, segretario della delegazione britannica, rimprovera al suo superiore di aver lasciato la casa ieri sera senza la protezione della scorta, tanto più che ora c'è la minaccia di uno scandalo che deve essere coperto. Crawford chiede aiuto suo nipote Robert Ashlin, anch'egli a Ginevra come diplomatico. 
Prima di tutto, Robert si assicura che a Kitty venga concesso qualche giorno di congedo dal suo datore di lavoro per tenerla lontana dalla folla di giornalisti, poi insieme alla ragazza si dirige sulle montagne vicino al Lago di Ginevra. I due si avvicinano sempre di più.
Il Ministro degli esteri britannico ha completato i preparativi per la sessione principale. Quando si siede nel salone di Jeannot per radersi, il parrucchiere che lo serve nota il suo nervosismo. Raccomanda una passeggiata più lunga all'aria aperta. Un uomo del genere aveva sempre fatto miracoli per il suo predecessore Briand. Improvvisamente, Sir Ashlin prova un grande desiderio di guidare la sua auto lungo il lago fino a Malraux. Ma dopo pochi chilometri, la strada è chiusa. Chiede a un pescatore di portarlo in barca a Malraux. Una volta lì, il ragazzo chiede due franchi. Solo allora il passeggero si rende conto di aver dimenticato il portafoglio. Ma poiché il ragazzo insiste nel soddisfare la sua richiesta, semplicemente non lascia che il suo passeggero vada a terra. Ecco perché la Conferenza mondiale si svolgerà senza il Ministro degli esteri britannico.
Sir Ashlin crede che la sua carriera politica sarà presto finita. Quando torna nella villa inglese, non solo viene accolto calorosamente, ma si congratula anche calorosamente: grazie alla sua assenza, la conferenza è diventata un completo successo per il Regno Unito. Solo per la sua assenza, gli altri ministri degli Esteri avevano accettato di fare ulteriori concessioni.
Robert non vuole tornare a Londra con suo zio dopo la fine della conferenza, ma vuole rimanere a Ginevra per altre due settimane per completare alcuni altri compiti diplomatici. Questo gli dà abbastanza tempo per portare la sua relazione con Kitty ad un lieto fine.

## Curiosità
Hans-Martin Majewski, il compositore della musica da film, ha anche scritto la canzone "Gib acht, kleine Kitty, die Welt ist so groß" basata su un testo di Trude Hofmeister. Gli edifici cinematografici sono stati progettati e implementati da Rolf Zehetbauer e Peter Röhrig.
Già nel 1939 Helmut Käutner filmò questo materiale per la prima volta con il suo debutto alla regia Kitty e la Conferenza Mondiale.
Negli anni 2010 (secondo Arte 2012), il film quasi dimenticato è stato riscoperto dagli amanti del cinema nella vecchia stampa radiofonica un programma di riferimento all'unica trasmissione televisiva finora trasmessa nel 1966 su ZDF. Alla ZDF, il nastro trasmesso in quel momento - solo in bianco e nero - poteva essere trovato; la versione a colori del film è considerata persa ad eccezione dei frammenti. Alla vigilia di Natale 2018, Arte ha trasmesso nuovamente il film per la prima volta sotto gli auspici di ARD.

## Critica
"Allegro, intrattenimento gentile."
– Lessico del Cinema Internazionale